# Allocardiophorus
Allocardiophorus là một chi bọ cánh cứng trong họ 
Elateridae.
Chi này được miêu tả khoa học năm 1990 bởi Ôhira.

## Các loài
Các loài trong chi này gồm:
- Allocardiophorus nigroapicalis (Miwa, 1927)
- Allocardiophorus shirozui (Ôhira, 1968)